# Neštin
Neštin (in serbo Нештин?) è un villaggio della Serbia situato nella municipalità di Bačka Palanka, nel Distretto della Bačka Meridionale, nella provincia autonoma di Voivodina. La popolazione totale è di 900 abitanti (censimento del 2002), e la maggioranza della popolazione è di etnia serba.